# Máximo Banguera
Máximo Orlando Banguera (Guayaquil, 16 december 1985) is een Ecuadoraans voetballer die als doelman sinds 2009 onder contract staat bij Barcelona SC. Daarvoor speelde hij voor Club Deportivo Espoli.

## Interlandcarrière
Banguera werd in 2008 voor het eerst opgeroepen voor de nationale ploeg van Ecuador. Onder leiding van bondscoach Sixto Vizuete maakte hij zijn debuut in de vriendschappelijke wedstrijd op 12 november tegen Mexico (2-1), net als aanvaller Narciso Mina. Zijn voornaamste concurrent bij de nationale ploeg is sindsdien Alexander Domínguez.

## Erelijst
Barcelona SC
- Campeonato Ecuatoriano

2012, 2016